# Temporada 2016 de Superturismo Uruguayo
La temporada 2016 del Campeonato Nacional de Superturismo, más conocido como Superturismo, también conocido como Superturismo by Cosworth por motivos de motorización, fue la temporada número 19 en la historia del Superturismo Uruguayo organizado por la Asociación Uruguaya de Volantes (AUVO) y fiscalizado por la Federación Uruguaya de Autmovilismo Deportivo (FUAD). Es la segunda temporada de la categoría usando motores Cosworth.  Dio inicio el 2 de marzo de 2016, finalizando el 4 de diciembre de 2016. Fernando Rama y el equipo Peugeot eran los defensores del título de la temporada 2015. Rodrigo Aramendía se proclamó campeón del campeonato de pilotos, mientras que en la Copa de Marcas ganó el equipo Bianchi-Peugeot.

## Sistema de disputa
Las carreras fueron organizadas por AUVO mientras que FUAD fue quien las fiscalizó. El campeonato constó de diez fechas repartidas a lo largo del 2016 Cada fin de semana de competición constó de entrenamientos, cuatro rondas de clasificación (donde se define que pilotos van a cada serie clasificatoria), dos series clasificatorias (donde se define las posiciones en la grilla de partida) y una serie final (la carrera principal).
El piloto que haga el mejor tiempo en las rondas clasificatorias tendrá el derecho de elegir en que serie clasificatoria competirá, a la vez que recibirá dos puntos para el campeonato. Cuando el piloto elige su serie, los demás irán a cada una de las dos series dependiendo si quedaron en posiciones pares o impares, yendo los impares a la misma serie que el piloto que haya marcado el mejor tiempo. Los seis primeros clasificados de cada serie se les otorgan puntos. Seis puntos al primero, cinco al segundo, cuatro al tercero, tres al cuarto, dos al quinto y uno al sexto. El pole man se definirá entre los dos ganadores de las series, siendo el pole man el de mejor tiempo. Las demás posiciones en la grilla se definirán en función de la posición en la serie clasificatoria, ocupando las posiciones impares los pilotos que se encontraban en la serie del pole man.
En la serie final a los quince primeros clasificados se les otorgaran puntos. 25 al primero, 20 al segundo, 16 al tercero, 13 al cuarto, 12 al quinto, 11 al sexto, 10 al séptimo, 9 al octavo, 8 al noveno, 7 al décimo,  6 al undécimo, 5 al duodécimo, 4 al decimotercero, 3 al decimocuarto y 2 al decimoquinto. El piloto que realice la vuelta rápida en la serie final recibirá un punto. 
Para el Campeonato Nacional de pilotos cada piloto sumará los puntos obtenidos cada fin de semana siguiendo la misma escala de puntaje antes mencionada. Para la Copa de Marcas se presentarán equipos compuestos por dos pilotos que representan a la misma marca y corran con el mismo modelo de auto, para este campeonato se sumarán los puntos obtenidos por los dos pilotos del equipo según la misma escala de puntaje que para el campeonato de pilotos. Los pilotos que no participen de la Copa de Marcas participarán de la Copa de Particulares, usando la misma escala de puntaje pero tomando en los resultados finales de cada serie solo a los pilotos que participen de la Copa de Particulares.   La Copa Liqui Moly que premiará al piloto más veloz del año, donde el puntaje se obtiene de la siguiente manera: Pole Position = 2 puntos y la vuelta más rápida en la carrera (llegando entre los 10 primeros puestos) = 1 punto.
Carrera principal
| Posición | 1º | 2º | 3º | 4º | 5º | 6º | 7º | 8º | 9º | 10º | 11º | 12º | 13º | 14º | 15º | Pole | VR |
| Puntos   | 25 | 20 | 16 | 13 | 12 | 11 | 10 | 9  | 8  | 7   | 6   | 5   | 4   | 3   | 2   | 2    | 1  |

Series
| Posición | 1º | 2º | 3º | 4º | 5º | 6º |
| Puntos   | 6  | 5  | 4  | 3  | 2  | 1  |

### Disposiciones técnicas
Se mantuvo el motor único para toda la categoría, un Cosworth de cilindros y 2.000 cc con 225 CV de potencia. La caja de cambios secuencial de competición pertenece a Sadev. Mientras que los neumáticos son unos Toyos Proxes 888 en la medida 205/55 R15 sobre llantas de aleación ligera de 15 pulgadas.

## Pilotos y equipos participantes
| Marca      | Modelo      | Piloto              | N.º | Participación | Copa de Marcas    | Copa de Particulares |
| ---------- | ----------- | ------------------- | --- | ------------- | ----------------- | -------------------- |
| Ford       | Fiesta KD   | Jorge Pontet        | 8   | Todas         | Equipo Ford       | No                   |
| Ford       | Fiesta KD   | Daniel Ferra        | 29  | Todas         | Equipo Ford       | No                   |
| Ford       | Fiesta KD   | Javier Pontet       | 44  | Todas         | No                | Si                   |
| Ford       | Fiesta KD   | André Lafon         | 22  | Todas         | No                | Si                   |
| Suzuki     | Swift       | Martín Berasaín     | 32  | 1-5           | No                | Si                   |
| Citroën    | DS3         | Fernando Etchegorry | 38  | Todas         | Citroën CEPSA     | No                   |
| Citroën    | DS3         | Frederick Balbi     | 34  | Todas         | Citroën CEPSA     | No                   |
| Citroën    | DS3         | Diego Noceti        | 61  | Todas         | No                | No                   |
| Citroën    | DS3         | Jorge Raineri       | 70  | 1-5           | No                | Si                   |
| Renault    | Clio Mio    | Eddy Mión           | 69  | Todas         | No                | Si                   |
| Renault    | Clio Mio    | Jorge Soler         | 64  | Todas         | No                | Si                   |
| Renault    | Clio Mio    | Gonzalo Reilly      | 55  | Todas         | No                | Si                   |
| Geely      | 515         | Fernando Dacal      | 99  | Todas         | Geely Motorsport  | No                   |
| Geely      | 515         | José Luis Matos     | 46  | Todas         | Geely Motorsport  | No                   |
| Hyundai    | Accent      | Fabricio Larratea   | 11  | Todas         | Hyundai Mobil     | No                   |
| Hyundai    | Accent      | Alfredo Mariño      | 73  | 1-4,6-10      | Hyundai Mobil     | No                   |
| Hyundai    | Accent      | Wilfredo Pomés      | 16  | Todas         | No                | Si                   |
| Hyundai    | Accent      | Carlo Espósito      | 41  | 5             | No                | Si                   |
| Volkswagen | Gol         | Hernán Giuria       | 97  | Todas         | No                | Si                   |
| Volkswagen | Golf        | José Luis Peirén    | 76  | 2-10          | No                | Si                   |
| Peugeot    | 208         | Fernando Rama       | 1   | Todas         | Peugeot Petrobras | No                   |
| Peugeot    | 208         | Daniel Fresnedo     | 5   | Todas         | Peugeot Petrobras | No                   |
| Peugeot    | 208         | Rodrigo Aramendía   | 7   | Todas         | Bianchi-Peugeot   | No                   |
| Peugeot    | 207 Compact | Michell Bonnin      | 90  | Todas         | Bianchi-Peugeot   | No                   |
| Chevrolet  | Sonic       | Martín Cánepa       | 30  | Todas         | YPF Chevrolet     | No                   |
| Chevrolet  | Sonic       | Cyro Fontes         | 52  | Todas         | YPF Chevrolet     | No                   |
| Fiat       | Palio       | Bruno D´Antonio     | 23  | 1-8,10        | No                | Si                   |
| Haima      | 2           | Alejandro Borio     | 28  | 2,4,6-7,9     | No                | Si                   |
| MINI       | Mini Cooper | Horacio García      | 25  | 2-10          | MINI Sport        | No                   |

## Calendario
| Ronda         | Circuito                                           | Variante      | Distancia por vuelta | Clasificación    | Carrera          |
| ------------- | -------------------------------------------------- | ------------- | -------------------- | ---------------- | ---------------- |
| Primera fecha | Autódromo Víctor Borrat Fabini, Ciudad de la Costa | N°3 Horario   | 2680 m               | 2 de abril       | 3 de abril       |
| Segunda fecha | Autódromo Víctor Borrat Fabini, Ciudad de la Costa | N°3 Horario   | 2680 m               | 23 de abril      | 24 de abril      |
| Tercera fecha | Autódromo Víctor Borrat Fabini, Ciudad de la Costa | N.º 7 Horario | 2120 m               | 21 de mayo       | 22 de mayo       |
| Cuarta fecha  | Polideportivo de Mercedes, Mercedes                | N°1           | 2960 m               | 18 de junio      | 19 de junio      |
| Quinta fecha  | Autódromo Víctor Borrat Fabini, Ciudad de la Costa | N°3 Horario   | 2680 m               | 23 de julio      | 24 de julio      |
| Sexta fecha   | Autódromo Víctor Borrat Fabini, Ciudad de la Costa | N°6 Horario   | 2100 m               | 20 de agosto     | 21 de agosto     |
| Séptima fecha | Autódromo Víctor Borrat Fabini, Ciudad de la Costa | N.º 7 Horario | 2100 m               | 10 de septiembre | 11 de septiembre |
| Octava fecha  | Autódromo Eduardo P. Cabrera, Rivera               | N°1           | 3160 m               | 1 de octubre     | 2 de octubre     |
| Novena fecha  | Polideportivo de Mercedes, Mercedes                | N°1           | 2960 m               | 5 de noviembre   | 6 de noviembre   |
| Décima fecha  | Autódromo Víctor Borrat Fabini, Ciudad de la Costa | N°3 Horario   | 2680 m               | 3 de diciembre   | 4 de diciembre   |

## Resultados

### Fecha a fecha
| Ronda | Fecha                 | Gran Premio | Resultados    | Resultados                   | Resultados                   | Resultados                   |
| ----- | --------------------- | --- | ------------- | ---------------------------- | ---------------------------- | ---------------------------- |
| 1     | 2 y 3 de abril        | Primera fecha Campeonatos Nacionales de Pista Autódromo Víctor Borrat Fabini - Circuito N°3 Horario Longitud: 61,640 km (Carrera principal) y 16,080 km (Series 1 y 2) Vueltas: 23 (Carrera principal) y 6 (Series 1 y 2)   | Carrera       | Carrera                      | Serie 1                      | Serie 2                      |
| 1     | 2 y 3 de abril        | Primera fecha Campeonatos Nacionales de Pista Autódromo Víctor Borrat Fabini - Circuito N°3 Horario Longitud: 61,640 km (Carrera principal) y 16,080 km (Series 1 y 2) Vueltas: 23 (Carrera principal) y 6 (Series 1 y 2)   | Ganador       | Alfredo Mariño               | Fernando Etchegorry          | Alfredo Mariño               |
| 1     | 2 y 3 de abril        | Primera fecha Campeonatos Nacionales de Pista Autódromo Víctor Borrat Fabini - Circuito N°3 Horario Longitud: 61,640 km (Carrera principal) y 16,080 km (Series 1 y 2) Vueltas: 23 (Carrera principal) y 6 (Series 1 y 2)   | 2.do puesto   | Jorge Pontet                 | Fernando Rama                | Fabricio Larratea            |
| 1     | 2 y 3 de abril        | Primera fecha Campeonatos Nacionales de Pista Autódromo Víctor Borrat Fabini - Circuito N°3 Horario Longitud: 61,640 km (Carrera principal) y 16,080 km (Series 1 y 2) Vueltas: 23 (Carrera principal) y 6 (Series 1 y 2)   | 3.er puesto   | Fernando Etchegorry          | Daniel Ferra                 | Jorge Pontet                 |
| 1     | 2 y 3 de abril        | Primera fecha Campeonatos Nacionales de Pista Autódromo Víctor Borrat Fabini - Circuito N°3 Horario Longitud: 61,640 km (Carrera principal) y 16,080 km (Series 1 y 2) Vueltas: 23 (Carrera principal) y 6 (Series 1 y 2)   | Pole position | Alfredo Mariño               | Diego Noceti                 | Jorge Pontet                 |
| 1     | 2 y 3 de abril        | Primera fecha Campeonatos Nacionales de Pista Autódromo Víctor Borrat Fabini - Circuito N°3 Horario Longitud: 61,640 km (Carrera principal) y 16,080 km (Series 1 y 2) Vueltas: 23 (Carrera principal) y 6 (Series 1 y 2)   | Vuelta rápida | Fabricio Larratea (1:14.107) | Daniel Ferra (1:13.972)      | Fabricio Larratea (1:13.538) |
| 2     | 23 y 24 de abril      | Segunda fecha Campeonatos Nacionales de Pista Autódromo Víctor Borrat Fabini - Circuito N°3 Horario Longitud: 61,640 km (Carrera principal) y 16,080 km (Series 1 y 2) Vueltas: 23 (Carrera principal) y 6 (Series 1 y 2)   | Carrera       | Carrera                      | Serie 1                      | Serie 2                      |
| 2     | 23 y 24 de abril      | Segunda fecha Campeonatos Nacionales de Pista Autódromo Víctor Borrat Fabini - Circuito N°3 Horario Longitud: 61,640 km (Carrera principal) y 16,080 km (Series 1 y 2) Vueltas: 23 (Carrera principal) y 6 (Series 1 y 2)   | Ganador       | Eddy Mion                    | Eddy Mion                    | Rodrigo Aramendía            |
| 2     | 23 y 24 de abril      | Segunda fecha Campeonatos Nacionales de Pista Autódromo Víctor Borrat Fabini - Circuito N°3 Horario Longitud: 61,640 km (Carrera principal) y 16,080 km (Series 1 y 2) Vueltas: 23 (Carrera principal) y 6 (Series 1 y 2)   | 2.do puesto   | Jorge Pontet                 | Diego Noceti                 | Fabricio Larratea            |
| 2     | 23 y 24 de abril      | Segunda fecha Campeonatos Nacionales de Pista Autódromo Víctor Borrat Fabini - Circuito N°3 Horario Longitud: 61,640 km (Carrera principal) y 16,080 km (Series 1 y 2) Vueltas: 23 (Carrera principal) y 6 (Series 1 y 2)   | 3.er puesto   | Rodrigo Aramendía            | Fernando Etchegorry          | Daniel Ferra                 |
| 2     | 23 y 24 de abril      | Segunda fecha Campeonatos Nacionales de Pista Autódromo Víctor Borrat Fabini - Circuito N°3 Horario Longitud: 61,640 km (Carrera principal) y 16,080 km (Series 1 y 2) Vueltas: 23 (Carrera principal) y 6 (Series 1 y 2)   | Pole position | Rodrigo Aramendía            | Diego Noceti                 | Daniel Ferra                 |
| 2     | 23 y 24 de abril      | Segunda fecha Campeonatos Nacionales de Pista Autódromo Víctor Borrat Fabini - Circuito N°3 Horario Longitud: 61,640 km (Carrera principal) y 16,080 km (Series 1 y 2) Vueltas: 23 (Carrera principal) y 6 (Series 1 y 2)   | Vuelta rápida | Eddy Mion (1:14.198)         | Diego Noceti (1:13.313)      | Rodrigo Aramendía (1:13.321) |
| 3     | 21 y 22 de mayo       | Tercera fecha Campeonatos Nacionales de Pista Autódromo Víctor Borrat Fabini - Circuito N.º 7 Horario Longitud: 50,880 km (Carrera principal) y 12,720 km (Series 1 y 2) Vueltas: 24 (Carrera principal) y 6 (Series 1 y 2) | Carrera       | Carrera                      | Serie 1                      | Serie 2                      |
| 3     | 21 y 22 de mayo       | Tercera fecha Campeonatos Nacionales de Pista Autódromo Víctor Borrat Fabini - Circuito N.º 7 Horario Longitud: 50,880 km (Carrera principal) y 12,720 km (Series 1 y 2) Vueltas: 24 (Carrera principal) y 6 (Series 1 y 2) | Ganador       | Fabricio Larratea            | Daniel Ferra                 | Fabricio Larratea            |
| 3     | 21 y 22 de mayo       | Tercera fecha Campeonatos Nacionales de Pista Autódromo Víctor Borrat Fabini - Circuito N.º 7 Horario Longitud: 50,880 km (Carrera principal) y 12,720 km (Series 1 y 2) Vueltas: 24 (Carrera principal) y 6 (Series 1 y 2) | 2.do puesto   | Daniel Ferra                 | Eddy Mion                    | Fernando Etchegorry          |
| 3     | 21 y 22 de mayo       | Tercera fecha Campeonatos Nacionales de Pista Autódromo Víctor Borrat Fabini - Circuito N.º 7 Horario Longitud: 50,880 km (Carrera principal) y 12,720 km (Series 1 y 2) Vueltas: 24 (Carrera principal) y 6 (Series 1 y 2) | 3.er puesto   | Fernando Etchegorry          | Diego Noceti                 | Jorge Pontet                 |
| 3     | 21 y 22 de mayo       | Tercera fecha Campeonatos Nacionales de Pista Autódromo Víctor Borrat Fabini - Circuito N.º 7 Horario Longitud: 50,880 km (Carrera principal) y 12,720 km (Series 1 y 2) Vueltas: 24 (Carrera principal) y 6 (Series 1 y 2) | Pole position | Daniel Ferra                 | Daniel Ferra                 | Daniel Fresnedo              |
| 3     | 21 y 22 de mayo       | Tercera fecha Campeonatos Nacionales de Pista Autódromo Víctor Borrat Fabini - Circuito N.º 7 Horario Longitud: 50,880 km (Carrera principal) y 12,720 km (Series 1 y 2) Vueltas: 24 (Carrera principal) y 6 (Series 1 y 2) | Vuelta rápida | Daniel Ferra (1:10.963)      | Daniel Ferra (1:17.185)      | Fabricio Larratea (1:21.204) |
| 4     | 18 y 19 de junio      | Cuarta fecha Campeonatos Nacionales de Pista Polideportivo de Mercedes - Circuito N°1 Longitud: 62,160 km (Carrera principal) y 17,760 km (Series 1 y 2) Vueltas: 21 (Carrera principal) y 6 (Series 1 y 2)                 | Carrera       | Carrera                      | Serie 1                      | Serie 2                      |
| 4     | 18 y 19 de junio      | Cuarta fecha Campeonatos Nacionales de Pista Polideportivo de Mercedes - Circuito N°1 Longitud: 62,160 km (Carrera principal) y 17,760 km (Series 1 y 2) Vueltas: 21 (Carrera principal) y 6 (Series 1 y 2)                 | Ganador       | Fernando Rama                | Fernando Rama                | Diego Noceti                 |
| 4     | 18 y 19 de junio      | Cuarta fecha Campeonatos Nacionales de Pista Polideportivo de Mercedes - Circuito N°1 Longitud: 62,160 km (Carrera principal) y 17,760 km (Series 1 y 2) Vueltas: 21 (Carrera principal) y 6 (Series 1 y 2)                 | 2.do puesto   | Diego Noceti                 | Andre Lafon                  | Jorge Pontet                 |
| 4     | 18 y 19 de junio      | Cuarta fecha Campeonatos Nacionales de Pista Polideportivo de Mercedes - Circuito N°1 Longitud: 62,160 km (Carrera principal) y 17,760 km (Series 1 y 2) Vueltas: 21 (Carrera principal) y 6 (Series 1 y 2)                 | 3.er puesto   | Frederik Balbi               | Frederik Balbi               | Eddy Mion                    |
| 4     | 18 y 19 de junio      | Cuarta fecha Campeonatos Nacionales de Pista Polideportivo de Mercedes - Circuito N°1 Longitud: 62,160 km (Carrera principal) y 17,760 km (Series 1 y 2) Vueltas: 21 (Carrera principal) y 6 (Series 1 y 2)                 | Pole position | Fernando Rama                | Fernando Rama                | Diego Noceti                 |
| 4     | 18 y 19 de junio      | Cuarta fecha Campeonatos Nacionales de Pista Polideportivo de Mercedes - Circuito N°1 Longitud: 62,160 km (Carrera principal) y 17,760 km (Series 1 y 2) Vueltas: 21 (Carrera principal) y 6 (Series 1 y 2)                 | Vuelta rápida | Frederik Balbi (1:28.702)    | Fernando Rama (1:28.142)     | Diego Noceti (1:28.177)      |
| 5     | 23 y 24 de julio      | Quinta fecha Campeonatos Nacionales de Pista Autódromo Víctor Borrat Fabini - Circuito N°3 Horario Longitud: 61,640 km (Carrera principal) y 16,080 km (Series 1 y 2) Vueltas: 23 (Carrera principal) y 6 (Series 1 y 2)    | Carrera       | Carrera                      | Serie 1                      | Serie 2                      |
| 5     | 23 y 24 de julio      | Quinta fecha Campeonatos Nacionales de Pista Autódromo Víctor Borrat Fabini - Circuito N°3 Horario Longitud: 61,640 km (Carrera principal) y 16,080 km (Series 1 y 2) Vueltas: 23 (Carrera principal) y 6 (Series 1 y 2)    | Ganador       | Michell Bonnin               | Fernando Rama                | Fernando Dacal               |
| 5     | 23 y 24 de julio      | Quinta fecha Campeonatos Nacionales de Pista Autódromo Víctor Borrat Fabini - Circuito N°3 Horario Longitud: 61,640 km (Carrera principal) y 16,080 km (Series 1 y 2) Vueltas: 23 (Carrera principal) y 6 (Series 1 y 2)    | 2.do puesto   | Fernando Rama                | Daniel Ferra                 | Rodrigo Aramendía            |
| 5     | 23 y 24 de julio      | Quinta fecha Campeonatos Nacionales de Pista Autódromo Víctor Borrat Fabini - Circuito N°3 Horario Longitud: 61,640 km (Carrera principal) y 16,080 km (Series 1 y 2) Vueltas: 23 (Carrera principal) y 6 (Series 1 y 2)    | 3.er puesto   | Fernando Etchegorry          | Horacio García               | Martin Canepa                |
| 5     | 23 y 24 de julio      | Quinta fecha Campeonatos Nacionales de Pista Autódromo Víctor Borrat Fabini - Circuito N°3 Horario Longitud: 61,640 km (Carrera principal) y 16,080 km (Series 1 y 2) Vueltas: 23 (Carrera principal) y 6 (Series 1 y 2)    | Pole position | Fernando Rama                | Fernando Rama                | Fernando Dacal               |
| 5     | 23 y 24 de julio      | Quinta fecha Campeonatos Nacionales de Pista Autódromo Víctor Borrat Fabini - Circuito N°3 Horario Longitud: 61,640 km (Carrera principal) y 16,080 km (Series 1 y 2) Vueltas: 23 (Carrera principal) y 6 (Series 1 y 2)    | Vuelta rápida | Frederik Balbi (1:13.568)    | Fernando Rama (1:12.687)     | Fernando Dacal (1:13.243)    |
| 6     | 20 y 21 de agosto     | Sexta fecha Campeonatos Nacionales de Pista Autódromo Víctor Borrat Fabini - Circuito N°6 Horario Longitud: 54,600 km (Carrera principal) y 12,600 km (Series 1 y 2) Vueltas: 26 (Carrera principal) y 6 (Series 1 y 2)     | Carrera       | Carrera                      | Serie 1                      | Serie 2                      |
| 6     | 20 y 21 de agosto     | Sexta fecha Campeonatos Nacionales de Pista Autódromo Víctor Borrat Fabini - Circuito N°6 Horario Longitud: 54,600 km (Carrera principal) y 12,600 km (Series 1 y 2) Vueltas: 26 (Carrera principal) y 6 (Series 1 y 2)     | Ganador       | Rodrigo Aramendía            | Rodrigo Aramendía            | Daniel Fresnedo              |
| 6     | 20 y 21 de agosto     | Sexta fecha Campeonatos Nacionales de Pista Autódromo Víctor Borrat Fabini - Circuito N°6 Horario Longitud: 54,600 km (Carrera principal) y 12,600 km (Series 1 y 2) Vueltas: 26 (Carrera principal) y 6 (Series 1 y 2)     | 2.do puesto   | Fernando Etchegorry          | Fernando Etchegorry          | Diego Noceti                 |
| 6     | 20 y 21 de agosto     | Sexta fecha Campeonatos Nacionales de Pista Autódromo Víctor Borrat Fabini - Circuito N°6 Horario Longitud: 54,600 km (Carrera principal) y 12,600 km (Series 1 y 2) Vueltas: 26 (Carrera principal) y 6 (Series 1 y 2)     | 3.er puesto   | Fabricio Larratea            | Martin Canepa                | Andre Lafon                  |
| 6     | 20 y 21 de agosto     | Sexta fecha Campeonatos Nacionales de Pista Autódromo Víctor Borrat Fabini - Circuito N°6 Horario Longitud: 54,600 km (Carrera principal) y 12,600 km (Series 1 y 2) Vueltas: 26 (Carrera principal) y 6 (Series 1 y 2)     | Pole position | Rodrigo Aramendía            | Rodrigo Aramendía            | Daniel Fresnedo              |
| 6     | 20 y 21 de agosto     | Sexta fecha Campeonatos Nacionales de Pista Autódromo Víctor Borrat Fabini - Circuito N°6 Horario Longitud: 54,600 km (Carrera principal) y 12,600 km (Series 1 y 2) Vueltas: 26 (Carrera principal) y 6 (Series 1 y 2)     | Vuelta rápida | Diego Noceti (1:02.437)      | Rodrigo Aramendía (1:02.048) | Daniel Fresnedo (1:02.176)   |
| 7     | 10 y 11 de septiembre | Séptima fecha Campeonatos Nacionales de Pista Autódromo Víctor Borrat Fabini - Circuito N.º 7 Horario Longitud: 55,120 km (Carrera principal) y 12,720 km (Series 1 y 2) Vueltas: 26 (Carrera principal) y 6 (Series 1 y 2) | Carrera       | Carrera                      | Serie 1                      | Serie 2                      |
| 7     | 10 y 11 de septiembre | Séptima fecha Campeonatos Nacionales de Pista Autódromo Víctor Borrat Fabini - Circuito N.º 7 Horario Longitud: 55,120 km (Carrera principal) y 12,720 km (Series 1 y 2) Vueltas: 26 (Carrera principal) y 6 (Series 1 y 2) | Ganador       | Rodrigo Aramendía            | Rodrigo Aramendía            | Horacio García               |
| 7     | 10 y 11 de septiembre | Séptima fecha Campeonatos Nacionales de Pista Autódromo Víctor Borrat Fabini - Circuito N.º 7 Horario Longitud: 55,120 km (Carrera principal) y 12,720 km (Series 1 y 2) Vueltas: 26 (Carrera principal) y 6 (Series 1 y 2) | 2.do puesto   | Fernando Dacal               | Fernando Dacal               | Andre Lafon                  |
| 7     | 10 y 11 de septiembre | Séptima fecha Campeonatos Nacionales de Pista Autódromo Víctor Borrat Fabini - Circuito N.º 7 Horario Longitud: 55,120 km (Carrera principal) y 12,720 km (Series 1 y 2) Vueltas: 26 (Carrera principal) y 6 (Series 1 y 2) | 3.er puesto   | Andre Lafon                  | Fernando Etchegorry          | Diego Noceti                 |
| 7     | 10 y 11 de septiembre | Séptima fecha Campeonatos Nacionales de Pista Autódromo Víctor Borrat Fabini - Circuito N.º 7 Horario Longitud: 55,120 km (Carrera principal) y 12,720 km (Series 1 y 2) Vueltas: 26 (Carrera principal) y 6 (Series 1 y 2) | Pole position | Rodrigo Aramendía            | Rodrigo Aramendía            | Horacio García               |
| 7     | 10 y 11 de septiembre | Séptima fecha Campeonatos Nacionales de Pista Autódromo Víctor Borrat Fabini - Circuito N.º 7 Horario Longitud: 55,120 km (Carrera principal) y 12,720 km (Series 1 y 2) Vueltas: 26 (Carrera principal) y 6 (Series 1 y 2) | Vuelta rápida | Rodrigo Aramendía (1:12.262) | Rodrigo Aramendía (1:11.089) | Andre Lafon (1:11.144)       |
| 8     | 1 y 2 de octubre      | Octava fecha Campeonatos Nacionales de Pista Autódromo Eduardo P. Cabrera - Circuito N°1 Longitud: 60,040 km (Carrera principal) y 18,960 km (Series 1 y 2) Vueltas: 26 (Carrera principal) y 6 (Series 1 y 2)              | Carrera       | Carrera                      | Serie 1                      | Serie 2                      |
| 8     | 1 y 2 de octubre      | Octava fecha Campeonatos Nacionales de Pista Autódromo Eduardo P. Cabrera - Circuito N°1 Longitud: 60,040 km (Carrera principal) y 18,960 km (Series 1 y 2) Vueltas: 26 (Carrera principal) y 6 (Series 1 y 2)              | Ganador       | Wilfredo Pomes               | Cyro Fontes                  | Fabricio Larratea            |
| 8     | 1 y 2 de octubre      | Octava fecha Campeonatos Nacionales de Pista Autódromo Eduardo P. Cabrera - Circuito N°1 Longitud: 60,040 km (Carrera principal) y 18,960 km (Series 1 y 2) Vueltas: 26 (Carrera principal) y 6 (Series 1 y 2)              | 2.do puesto   | Rodrigo Aramendía            | Wilfredo Pomes               | Rodrigo Aramendía            |
| 8     | 1 y 2 de octubre      | Octava fecha Campeonatos Nacionales de Pista Autódromo Eduardo P. Cabrera - Circuito N°1 Longitud: 60,040 km (Carrera principal) y 18,960 km (Series 1 y 2) Vueltas: 26 (Carrera principal) y 6 (Series 1 y 2)              | 3.er puesto   | Fernando Rama                | Fernando Rama                | Martin Canepa                |
| 8     | 1 y 2 de octubre      | Octava fecha Campeonatos Nacionales de Pista Autódromo Eduardo P. Cabrera - Circuito N°1 Longitud: 60,040 km (Carrera principal) y 18,960 km (Series 1 y 2) Vueltas: 26 (Carrera principal) y 6 (Series 1 y 2)              | Pole position | Cyro Fontes                  | Cyro Fontes                  | Rodrigo Aramendía            |
| 8     | 1 y 2 de octubre      | Octava fecha Campeonatos Nacionales de Pista Autódromo Eduardo P. Cabrera - Circuito N°1 Longitud: 60,040 km (Carrera principal) y 18,960 km (Series 1 y 2) Vueltas: 26 (Carrera principal) y 6 (Series 1 y 2)              | Vuelta rápida | Wilfedo Pomes (1:25.932)     | Jorge Soler (1:25.080)       | Rodrigo Aramendía (1:25.620) |
| 9     | 5 y 6 de noviembre    | Novena fecha Campeonatos Nacionales de Pista Polideportivo de Mercedes - Circuito N°1 Longitud: 59,200 km (Carrera principal) y 17,760 km (Series 1 y 2) Vueltas: 20 (Carrera principal) y 6 (Series 1 y 2)                 | Carrera       | Carrera                      | Serie 1                      | Serie 2                      |
| 9     | 5 y 6 de noviembre    | Novena fecha Campeonatos Nacionales de Pista Polideportivo de Mercedes - Circuito N°1 Longitud: 59,200 km (Carrera principal) y 17,760 km (Series 1 y 2) Vueltas: 20 (Carrera principal) y 6 (Series 1 y 2)                 | Ganador       | Rodrigo Aramendía            | Alfredo Mariño               | Rodrigo Aramendía            |
| 9     | 5 y 6 de noviembre    | Novena fecha Campeonatos Nacionales de Pista Polideportivo de Mercedes - Circuito N°1 Longitud: 59,200 km (Carrera principal) y 17,760 km (Series 1 y 2) Vueltas: 20 (Carrera principal) y 6 (Series 1 y 2)                 | 2.do puesto   | Alfredo Mariño               | Fernando Etchegorry          | Daniel Fresnedo              |
| 9     | 5 y 6 de noviembre    | Novena fecha Campeonatos Nacionales de Pista Polideportivo de Mercedes - Circuito N°1 Longitud: 59,200 km (Carrera principal) y 17,760 km (Series 1 y 2) Vueltas: 20 (Carrera principal) y 6 (Series 1 y 2)                 | 3.er puesto   | Fernando Etchegorry          | Fabricio Larratea            | Michell Bonnin               |
| 9     | 5 y 6 de noviembre    | Novena fecha Campeonatos Nacionales de Pista Polideportivo de Mercedes - Circuito N°1 Longitud: 59,200 km (Carrera principal) y 17,760 km (Series 1 y 2) Vueltas: 20 (Carrera principal) y 6 (Series 1 y 2)                 | Pole position | Alfredo Mariño               | Alfredo Mariño               | Rodrigo Aramendía            |
| 9     | 5 y 6 de noviembre    | Novena fecha Campeonatos Nacionales de Pista Polideportivo de Mercedes - Circuito N°1 Longitud: 59,200 km (Carrera principal) y 17,760 km (Series 1 y 2) Vueltas: 20 (Carrera principal) y 6 (Series 1 y 2)                 | Vuelta rápida | Rodrigo Aramendía (1:30.483) | Alfredo Mariño (1:29.905)    | Rodrigo Aramendía (1:29.928) |
| 10    | 3 y 4 de diciembre    | Gran Premio Coronación AUVO Autódromo Víctor Borrat Fabini - Circuito N°3 Horario Longitud: 64,320 km (Carrera principal) y 16,080 km (Series 1 y 2) Vueltas: 24 (Carrera principal) y 6 (Series 1 y 2)                     | Carrera       | Carrera                      | Serie 1                      | Serie 2                      |
| 10    | 3 y 4 de diciembre    | Gran Premio Coronación AUVO Autódromo Víctor Borrat Fabini - Circuito N°3 Horario Longitud: 64,320 km (Carrera principal) y 16,080 km (Series 1 y 2) Vueltas: 24 (Carrera principal) y 6 (Series 1 y 2)                     | Ganador       | Diego Noceti                 | Diego Noceti                 | José Luis Peiren             |
| 10    | 3 y 4 de diciembre    | Gran Premio Coronación AUVO Autódromo Víctor Borrat Fabini - Circuito N°3 Horario Longitud: 64,320 km (Carrera principal) y 16,080 km (Series 1 y 2) Vueltas: 24 (Carrera principal) y 6 (Series 1 y 2)                     | 2.do puesto   | Gonzalo Reilly               | Daniel Ferra                 | Michell Bonnin               |
| 10    | 3 y 4 de diciembre    | Gran Premio Coronación AUVO Autódromo Víctor Borrat Fabini - Circuito N°3 Horario Longitud: 64,320 km (Carrera principal) y 16,080 km (Series 1 y 2) Vueltas: 24 (Carrera principal) y 6 (Series 1 y 2)                     | 3.er puesto   | Rodrigo Aramendía            | Fernando Etchegorry          | Daniel Fresnedo              |
| 10    | 3 y 4 de diciembre    | Gran Premio Coronación AUVO Autódromo Víctor Borrat Fabini - Circuito N°3 Horario Longitud: 64,320 km (Carrera principal) y 16,080 km (Series 1 y 2) Vueltas: 24 (Carrera principal) y 6 (Series 1 y 2)                     | Pole position | José Luis Peiren             | Daniel Ferra                 | José Luis Peiren             |
| 10    | 3 y 4 de diciembre    | Gran Premio Coronación AUVO Autódromo Víctor Borrat Fabini - Circuito N°3 Horario Longitud: 64,320 km (Carrera principal) y 16,080 km (Series 1 y 2) Vueltas: 24 (Carrera principal) y 6 (Series 1 y 2)                     | Vuelta rápida | Cyro Fontes (1:15.411)       | Daniel Ferra (1:14.325)      | Daniel Fresnedo (1:14.408)   |

### Campeonato de pilotos
| Pos. | Piloto              | Fecha 1 | Fecha 2 | Fecha 3 | Fecha 4 | Fecha 5 | Fecha 6 | Fecha 7 | Fecha 8 | Fecha 9 | Fecha 10 | Puntos |
| ---- | ------------------- | ------- | ------- | ------- | ------- | ------- | ------- | ------- | ------- | ------- | -------- | ------ |
| 1    | Rodrigo Aramendía   | Ret     | 3       | Ret     | 10      | Ret     | 1       | 1       | 3       | 1       | 3        | 178    |
| 2    | Fabricio Larratea   | 5       | 2       | 1       | 11      | Ret     | 3       | 5       | 2       | 5       | Ret      | 154    |
| 3    | Fernando Etchegorry | 3       | 8       | 3       | DSQ     | 3       | 2       | 8       | 10      | 3       | Ret      | 144    |
| 4    | Diego Nocetti       | 8       | 16†     | 6       | 2       | 15†     | 7       | Ret     | Ret     | 8       | 1        | 123    |
| 5    | Daniel Ferra        | 12      | 4       | 2       | 8       | 9       | 11      | Ret     | 14      | 10      | 7        | 111    |
| 6    | Jorge Pontet        | 2       | 5       | 4       | 6       | 8       | 13      | 17      | Ret     | 11      | 5        | 108    |
| 7    | Fernando Rama       | 4       | Ret     | Ret     | 1       | 2       | 12      | Ret     | 4       | Ret     | Ret      | 101    |
| 8    | Alfredo Mariño      | 1       | 6       | Ret     | Ret     |         | 10      | 10      | 16      | 2       | 11       | 93     |
| 9    | Eddy Mion           | Ret     | 1       | 17      | 4       | 5       | 6       | Ret     | Ret     | 9       | Ret      | 89     |
| 10   | Michell Bonnin      | Ret     | Ret     | Ret     | 9       | 1       | 15      | 4       | Ret     | 7       | 12       | 89     |
| 11   | Wilfredo Pomes      | Ret     | 15      | Ret     | 7       | Ret     | 9       | 6       | 1       | 16      | 9        | 75     |
| 12   | Frederik Balbi      | DSQ     | Ret     | 10      | 3       | 4       | Ret     | 14      | 12      | 4       | Ret      | 70     |
| 13   | Andre Lafon         | 9       | DNS     | 21      | Ret     | 6       | 19      | 3       | 8       | 17      | Ret      | 67     |
| 14   | Daniel Fresnedo     | Ret     | 7       | 8       | Ret     | Ret     | 5       | Ret     | DSQ     | 6       | 13       | 67     |
| 15   | Martin Canepa       | 7       | Ret     | 11      | Ret     | Ret     | 16      | 11      | 5       | Ret     | 4        | 61     |
| 16   | Fernando Dacal      | 15†     | Ret     | 5       | DSQ     | Ret     | Ret     | 2       | 13      | Ret     | 15†      | 59     |
| 17   | Cyro Fontes         | 11      | 11      | 7       | 14      | Ret     | Ret     | 9       | 7       | Ret     | Ret      | 53     |
| 18   | Horacio García      |         | Ret     | Ret     | DSQ     | 10      | 4       | 7       | Ret     | 18      | 14       | 50     |
| 19   | Javier Pontet       | 14†     | Ret     | 14      | 5       | DSQ     | 14      | 13      | 15      | 13      | 8        | 44     |
| 20   | José Luis Matos     | Ret     | 9       | Ret     | 13      | DNS     | 8       | 16      | DSQ     | Ret     | 6        | 41     |
| 21   | Jorge Soler         | Ret     | Ret     | 12      | 12      | 7       | Ret     | DSQ     | 9       | 12      | DSQ      | 33     |
| 22   | Gonzalo Reilly      | Ret     | Ret     | 19      | 17      | 14†     | Ret     | 15      | Ret     | 14      | 2        | 30     |
| 23   | Martin Berasain     | 6       | 10      | 13      | 16      | Ret     |         |         |         |         |          | 26     |
| 24   | José Luis Peiren    |         | 14      | 20      | Ret     | 12      | Ret     | 12      | 17      | Ret     | DSQ      | 24     |
| 25   | Carlos Silva        |         | 12      | 18      | 19      | 11      | Ret     | 19†     | 11      | 15      | DSQ      | 21     |
| 26   | Hernan Giuria       | 13      | Ret     | 16      | 21†     | Ret     | 18      | Ret     | 6       | Ret     | Ret      | 18     |
| 27   | Jorge Raineri       | 10      | Ret     | 9       | 15      | Ret     |         |         |         |         |          | 17     |
| 28   | Bruno D´ Antonio    | Ret     | DNS     | 15      | 20      | 13      | 20      | 18†     | Ret     |         | 10       | 13     |
| 29   | Alejandro Borio     |         | 13      |         | 18      |         | 17      | Ret     |         | Ret     |          | 4      |
| 30   | Carlo Esposito      |         |         |         |         | DSQ     |         |         |         |         |          | 0      |

| Color     | Resultado                                                               |
| --------- | ----------------------------------------------------------------------- |
| Oro       | Ganador                                                                 |
| Plata     | 2.ª plaza                                                               |
| Bronce    | 3.ª plaza                                                               |
| Verde     | Finalizó en los puntos                                                  |
| Azul      | Finalizó sin puntos                                                     |
| Azul      | NC - No clasificado                                                     |
| Violeta   | Ret - No terminó (Carrera)                                              |
| Rojo      | DNQ - No se clasificó                                                   |
| Negro     | DSQ - Descalificado                                                     |
| Blanco    | DNS - No empezó (carrera)                                               |
| Blanco    | WD - Retirado (fin de semana)                                           |
| Blanco    | C - Carrera cancelada                                                   |
| Sin color | DNP - Inscrito pero no participó                                        |
| Sin color | INJ - Lesionado                                                         |
| Sin color | EX - Excluido                                                           |
| Estado    | Resultado                                                               |
| Negrita   | Pole position                                                           |
| Cursiva   | Vuelta rápida                                                           |
| †         | Abandona, pero clasifica al completar el porcentaje requerido para ello |

### Copa de Marcas
| Pos. | Equipo            | Piloto              | Fecha 1 | Fecha 2 | Fecha 3 | Fecha 4 | Fecha 5 | Fecha 6 | Fecha 7 | Fecha 8 | Fecha 9 | Fecha 10 | Puntos |
| ---- | ----------------- | ------------------- | ------- | ------- | ------- | ------- | ------- | ------- | ------- | ------- | ------- | -------- | ------ |
| 1    | Bianchi Peugeot   | Rodrigo Aramendía   | Ret     | 3       | Ret     | 10      | Ret     | 1       | 1       | 3       | 1       | 3        | 267    |
| 1    | Bianchi Peugeot   | Michell Bonnin      | Ret     | Ret     | Ret     | 9       | 1       | 15      | 4       | Ret     | 7       | 12       | 267    |
| 2    | Hyundai Mobil     | Fabricio Larratea   | 5       | 2       | 1       | 11      | Ret     | 3       | 5       | 2       | 5       | Ret      | 247    |
| 2    | Hyundai Mobil     | Alfredo Mariño      | 1       | 6       | Ret     | Ret     |         | 10      | 10      | 16      | 2       | 11       | 247    |
| 3    | Ford              | Daniel Ferra        | 12      | 4       | 2       | 8       | 9       | 11      | Ret     | 14      | 10      | 7        | 219    |
| 3    | Ford              | Jorge Pontet        | 2       | 5       | 4       | 6       | 8       | 13      | 17      | Ret     | 11      | 5        | 219    |
| 4    | Citroën CEPSA     | Frederick Balbi     | DSQ     | Ret     | 10      | 3       | 4       | Ret     | 14      | 12      | 4       | Ret      | 214    |
| 4    | Citroën CEPSA     | Fernando Etchegorry | 3       | 8       | 3       | DSQ     | 3       | 2       | 8       | 10      | 3       | Ret      | 214    |
| 5    | Peugeot Petrobras | Daniel Fresnedo     | Ret     | 7       | 8       | Ret     | Ret     | 5       | Ret     | DSQ     | 6       | 13       | 168    |
| 5    | Peugeot Petrobras | Fernando Rama       | 4       | Ret     | Ret     | 1       | 2       | 12      | Ret     | 4       | Ret     | Ret      | 168    |
| 6    | YPF Chevrolet     | Martin Canepa       | 7       | Ret     | 11      | Ret     | Ret     | 16      | 11      | 5       | Ret     | 4        | 114    |
| 6    | YPF Chevrolet     | Cyro Fontes         | 11      | 11      | 7       | 14      | Ret     | Ret     | 9       | 7       | Ret     | Ret      | 114    |
| 7    | Geely Motorsport  | Fernando Dacal      | 15†     | Ret     | 5       | DSQ     | Ret     | Ret     | 2       | 13      | Ret     | 15†      | 100    |
| 7    | Geely Motorsport  | José Luis Matos     | Ret     | 9       | Ret     | 13      | DNS     | 8       | 16      | DSQ     | Ret     | 6        | 100    |
| 8    | MINI sport        | Horacio García      |         | Ret     | Ret     | DSQ     | 10      | 4       | 7       | Ret     | 18      | 14       | 71     |
| 8    | MINI sport        | Carlos Silva        |         | 12      | 18      | 19      | 11      | Ret     | 19†     | 11      | 15      | DSQ      | 71     |

| Color     | Resultado                                                               |
| --------- | ----------------------------------------------------------------------- |
| Oro       | Ganador                                                                 |
| Plata     | 2.ª plaza                                                               |
| Bronce    | 3.ª plaza                                                               |
| Verde     | Finalizó en los puntos                                                  |
| Azul      | Finalizó sin puntos                                                     |
| Azul      | NC - No clasificado                                                     |
| Violeta   | Ret - No terminó (Carrera)                                              |
| Rojo      | DNQ - No se clasificó                                                   |
| Negro     | DSQ - Descalificado                                                     |
| Blanco    | DNS - No empezó (carrera)                                               |
| Blanco    | WD - Retirado (fin de semana)                                           |
| Blanco    | C - Carrera cancelada                                                   |
| Sin color | DNP - Inscrito pero no participó                                        |
| Sin color | INJ - Lesionado                                                         |
| Sin color | EX - Excluido                                                           |
| Estado    | Resultado                                                               |
| Negrita   | Pole position                                                           |
| Cursiva   | Vuelta rápida                                                           |
| †         | Abandona, pero clasifica al completar el porcentaje requerido para ello |